# São Luís (Senegal)
São Luís (em francês: Saint-Louis; em uolofe: Ndar) é uma cidade localizada na ilha de São Luís, no Senegal e capital da região de São Luís, Senegal. Localizada no noroeste do Senegal, perto da foz do rio Senegal e 320 km a norte de Dacar, a capital, tinha uma população oficial estimada em 176 000 em 2005. 

## História
São Luís foi a primeira cidade fundada pelos europeus na África Ocidental em 1659.

## Personalidades
São Luís é a terra natal de várias personalidades, incluindo:
- Akon, cantor de R&B
- El Hadj Malick Sy
- Amadou Bamba
- Os pais de Jean-Baptiste Labat
- Abbé David Boilat
- Daniel Brattier
- Michel Adanson, naturalista
- Louis Faidherbe
- Blaise Diagne, político
- Lamine Guèye, político
- Jean Mermoz, piloto francês
- Mbarick Fall aka Battling Siki, boxer
- El Hadji Diouf, futebolista